# 上海公交43路
上海公交43路是上海市一条公交线路。由上海巴士二公司运营。线路行驶东起南浦大桥，西至虹漕南路江安路。

## 历史

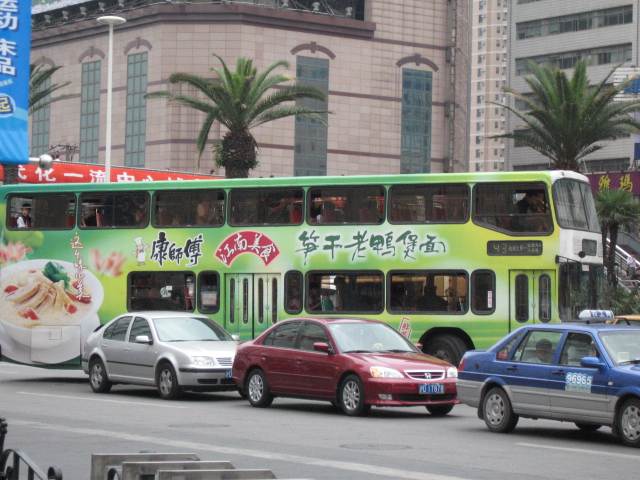
2005年仍由申新巴士运营的43路双层车

1935年9月，上海市公用局公共汽车管理处开行2路公共汽车，讫为大码头（即十六铺）至漕河泾。调整后线路全长14.3公里，自大码头发车，沿途停靠小东门、乔家浜（今乔家路）、市公安局（后为公安南市分局）、老西门、斜桥、鲁班路、大木桥、谨记路（今宛平南路）、天钥桥路、中山路、曹氏公墓（今漕溪公园）等11站，至漕河泾，终点站设在漕河泾镇东粮店前，淞沪抗战爆发后停止。
1946年11月18日，开辟西漕线，线路自老西门至漕河泾，1949年1月撤销。1948年，法商23路公共汽车开线，方向斜桥至徐家汇，沿着肇家浜北岸徐家汇路行驶。1949年7月1日，开辟徐家汇至漕河泾的53路公共汽车。1952年，法商23路公共汽车延长为老西门至徐家汇。1955年，23路公共汽车调整为南码头至徐家汇。1957年7月1日，根据1956年11月1日全市汽车、电车路别编号统一调整的决定，23路公共汽车线路更名为43路。1958年4月10日，53路汽车撤销，同步调整43路公共汽车，自南码头经徐家汇至桂林路。
1973年，开辟徐家汇到田林路的43路区间车，于1975年更名为89路。1979年，43路夜宵车更名为303路。1991年南浦大桥建成后，东面终点站位于南浦大桥浦西引桥下的终点站枢纽。1997年划归二汽与新加坡巴士合资成立的申新巴士。申新巴士结业后复归为巴士二汽。

## 停靠车站
南浦大桥 陆家浜路海潮路 陆家浜路大兴街 斜桥 徐家汇路黄陂南路 打浦桥 肇嘉浜路大木桥路 肇嘉浜路枫林路 肇嘉浜路东安路 肇嘉浜路吴兴路 肇嘉浜路天平路 徐家汇 漕溪北路裕德路 漕溪路田林路 漕河泾 漕宝路习勤路 桂林路漕宝路 上海师大 桂林路桂林东街 桂林路桂林西街 漕南路江安路